# 榊原琴乃
榊原 琴乃（さかきばら ことの、2004年10月11日 - ）は、静岡県静岡市出身の女子サッカー選手。三菱重工浦和レッズレディース所属。ポジションはフォワード、ミッドフィールダー。藤枝MYFCに所属する榊原杏太は実兄。

## 経歴・人物

### ユース
静岡県静岡市出身。小学校3年次で静岡中田サッカー少年団に入り、サッカーを始める。
中学校入学の際に、「1位のチームを倒したい」と思い、常葉大学附属橘中学校を選択。中高一貫校の当校で日本女子サッカーのレジェンドでもある半田悦子の指導を受ける。中学校1年次で日本サッカー協会の『JFAエリートプログラム女子U-13トレーニングキャンプ』に召集される。この時のメンバーには浜野まいかと小山史乃観がいた。
常葉大学附属橘高等学校へ進級後は、静岡県内で覇を競う藤枝順心高等学校を倒すことを掲げて練習に励むが、2022年の主将として臨んだ高校年代最後の全国大会の第31回全日本高等学校女子サッカー選手権大会では、初戦の二回戦でいきなりライバルの藤枝順心と激突し、0-1で敗れてしまった。

### シニア
2022年11月、高等学校卒業を前に日本女子プロサッカーリーグ（WEリーグ）のAC長野パルセイロレディースに入団が決定し、プロサッカー選手となった。
2023-24シーズンからはノジマステラ神奈川相模原に移籍し、新たな環境でプレーすることとなっている。
2025年6月14日、三菱重工浦和レッズレディースへの完全移籍加入が発表された。

### 代表
2023年8月、2022年アジア競技大会女子サッカー競技の日本代表に選出された。

## 個人成績

### クラブ
| クラブ                       | シーズン | リーグ | 背番号 | リーグ戦 | リーグ戦 | カップ戦 | カップ戦 | リーグ杯 | リーグ杯 | AFC  | AFC  | 合計 | 合計 |
| クラブ                       | シーズン | リーグ | 背番号 | 出場     | 得点     | 出場     | 得点     | 出場     | 得点     | 出場 | 得点 | 出場 | 得点 |
| ---------------------------- | -------- | ------ | ------ | -------- | -------- | -------- | -------- | -------- | -------- | ---- | ---- | ---- | ---- |
| AC長野パルセイロ・レディース | 2022-23  | WE     | 32     | 11       | 2        | -        | -        | -        | -        | —    | —    | 11   | 2    |
| ノジマステラ神奈川相模原     | 2023-24  | WE     | 18     | 22       | 0        | 1        | 0        | 4        | 0        | -    | -    | 27   | 0    |
| ノジマステラ神奈川相模原     | 2024-25  | WE     | 10     | 22       | 3        | 2        | 0        | 4        | 1        | -    | -    | 28   | 4    |
| ノジマステラ神奈川相模原     | 通算     | 通算   | 通算   | 44       | 3        | 3        | 0        | 8        | 1        | 0    | 0    | 55   | 4    |
| 三菱重工浦和レッズレディース | 2025/26  | WE     | 8      |          |          |          |          |          |          | -    | -    |      |      |
| 通算                         | 日本     | 日本   | 1部    | 55       | 5        | 3        | 0        | 8        | 1        | 0    | 0    | 66   | 6    |
| 総通算                       | 総通算   | 総通算 | 総通算 | 55       | 5        | 3        | 0        | 8        | 1        | 0    | 0    | 66   | 6    |

- WEリーグ
  - 初出場 - 2023年3月5日 第9節 アルビレックス新潟レディース戦 (長野Uスタジアム)[10]
  - 初得点 - 2023年3月18日 第11節 ちふれASエルフェン埼玉戦 (熊谷スポーツ文化公園陸上競技場)[10]

## タイトル

### 代表
- 日本女子代表
  - アジア競技大会: 1回 (2023)

### 個人
- WEリーグ
  - 優秀選手賞: 1回 (2024-25)